# Penelope jacquacu
Penelope jacquacu е вид птица от семейство Cracidae.

## Разпространение
Видът е разпространен в Боливия, Бразилия, Венецуела, Гвиана, Еквадор, Колумбия и Перу.